# 網聚
網聚，指一些人透過網際網路中的聊天室、討論區等網站或線上遊戲，而認識，相約集體聚會或聚餐。由於要兼顧網聚參予者的作息時間，網聚的時間大多會選擇於週末或連續假期時舉行，而又以學生放寒假或暑假時為網聚舉辦之顛峰時間。

## 網聚地點
由於網聚時，網聚者大多的時間在於聊天或遊戲，而非餐飲。因此對於網聚地點的餐飲業者而言，店內的座位被長時間占用，會有妨礙營業之爭議，因此會根據參予網聚人數而有事先訂位的行為。有些店家甚至可能先告知會有定時段清場的行為。但有些店可能專營出租網聚地點的生意，而不禁止攜入外食，這類的店大多以提供飲料為主。

## 贊助者
在線上遊戲的相關網聚，有時候線上遊戲的營運業者會主辦網聚（又稱玩家見面會），或是贊助由玩家主動發起的網聚。例如提供摸彩用的紀念品。
網站的網聚亦常有網站官方贊助，維基某些由維基媒體基金會或地方分會主辦聚會亦會有贊助食品、紀念品之類。

## 安全性隱憂
由於網聚大多是與未曾見過面的朋友相聚，所以會有衍生安全性隱憂的問題。應確保結伴同行，與貴重物品不露白，以及不食用可疑的食物或飲料等，幾個基本原則。